# Joseph Malovany
Joseph Malovany (în ebraică: יוסף מלובני ; n. 1941, Tel Aviv, Palestina sub mandat britanic) este un cantor (hazan) și cântǎreț tenor american-israelian. Începând din anul 1973 este cantorul Sinagogii Fifth Avenue din New York („FAS”)
iar din 1997 profesor de studii avansate de muzicǎ liturgicǎ evreiascǎ la Facultatea de Muzicǎ Evreiascǎ  Philip și Sarah Belz de la Yeshiva University  din New York, la catedra înființatǎ în cinstea sa.
Vocea sa de tenor spinto a cules aprecieri deosebite în rândurile publicului și ale criticilor muzicali (ca de pildă, cel al ziarului „The Guardian” și cel al gazetei suedeze „Goeteborgs Posten” care l-a calificat drept un Jussi Björling al iudaismului).  Deține funcția de decan al Academiei de muzică evreiască din Moscova pe care a întemeiat-o cu sprijinul organizației Joint Distribution Committee.
Deși Leonard Bernstein și alți admiratori prestigioși ai vocii sale și-au exprimat speranța de a-l vedea și mai mult în afara cadrului limitat la muzica liturgică, Malovany a preferat să se abțină de a se lansa în lumea operei. În recitaluri pe tot cuprinsul mapamondului, în unele cazuri fără retribuție (de exemplu, în Europa de est de după prăbușirea comunismului), a dorit să facă cunoscute frumusețile muzicii religioase iudaice unor publicuri diverse, evreiești, dar și de alte religii și culturi. 

## Biografie
Joseph Malovany s-a născut la Tel Aviv în Israel ca fiu lui Freide, născută Stein, originară din Sighetul Marmației, România
, și al unui tată, membru al familiei Malování din localitatea poloneză Pułtusk, ai cărei membri au pierit în mare parte în Holocaustul organizat de ocupanții naziști. Un frate al mamei a devenit un rabin cunoscut în Israel, sub numele Shmuel Beeri.
Tainele căntării vocale liturgice - hazanut - le-a însușit de mic copil, ca membru în corul de băieți al sinagogii Bilu din Tel Aviv, și la școala de hazanut de pe lângă acest lăcaș de cult. La vârsta de 12 ani a ajuns deja sa dirijeze corul, iar la 16 ani a îndeplinit deja misiunea de cantor - hazan sau „shliah tzibur”- la serviciul divin de celebrare al marilor sărbători mozaice. 
Ulterior Malovany a devenit elevul lui Shlomo Ravitz și student la clasa de canto a Academiei de muzică Rubin din Tel Aviv. Apoi s-a perfecționat la Academia Regală de Muzică din Londra.
A servit în armata israeliană, în anii 1960-1963 îndeplinind funcția de cantor militar.
În continuare, Joseph Malovany a slujit ca hazan în sinagogi din Johannesburg, în Africa de Sud, și la Londra. De asemenea a devenit membru al corpului didactic al colegiului Trinity College din Anglia.
El este președinte de onoare al Consiliului cantorilor evrei americani, în trecut fiind și președintele  Societății americane de muzică evreiască.
Joseph Malovany este căsătorit și tată de familie. El a fost în trecut operat cu succes de cancer de colon cu metastază hepatică.

## Activitatea concertantă
Malovany a efectuat turnee de concerte în lume, cântând alături de orchestre însemnate de muzică cultă, precum Filarmonica israeliană din Tel Aviv, Orchestra Simfonica de Stat a Rusiei, Orchestra Radiodifuziunii Belgiene, Orchestra Simfonică Mexicană,Orchestra Clasică din Londra, 
Orchestra Simfonică din New York, Orchestra Operei Române din București, Orchestra Națională Radio din România, Orchestra Simfonică Națională a  Lituaniei, Orchestra Simfonică de Stat a Ungariei etc.
A dat recitaluri la Opera Regală din Amsterdam, la sălile Royal Festival și Queen Elisabeth , precum și la Barbican Center din Londra, în sala Avery Fisher și Alice Tully de la Lincoln Center din New York, la Core States (astăzi Wells Fargo) Center din Philadelphia, la Palatul Artelor din Bruxelles. A apărut adesea la Teatrul de cultură artistică din  Sao Paulo, in Brazilia, la Amfiteatrul antic Herodion în Israel-Palestina, la Toledo, și la Opera din Santander în Spania.
Dintre concertele cele mai memorabile la care a luat parte se poate menționa premiera la Amsterdam a Simfoniei "Cel care învie morții" de compozitorul israelian Noam Shariff, unde a cântat ca solist tenor alături de Orchestra Filarmonică Israeliană.
In ianuarie 1998 executarea acestei simfonii cu participarea lui Malovany a reunit Filarmonica Israeliană și Orchestra Phildelphia sub bagheta lui Zubin Mehta, la deschiderea festivităților din SUA în cinstea aniversării a 50 ani de la fondarea Israelului.
În mai 1998 Malovany a cântat și la concertul festiv al Filarmonicii israeliene la Memorialul Yad Vashem din Ierusalim, în piața numită în amintirea „Ghetoului Varșoviei”.

## Premii și distincții
- Premiul pentru toleranță și înțelegere al Universității Tel Aviv
- 2004 - Legiunea de Onoare a Poloniei cu gradul de comandant - i-a fost conferită  de președintele Aleksander Kwaśniewski.